# 第4師団 (コロンビア軍)
第4師団（西：Cuarta Division）は、コロンビア陸軍の師団の一つ。司令部はビジャビセンシオ。管轄区域はカサナレ県、メタ県、ビチャダ県、グアイニア県、グアビアーレ県、バウペス県。6個旅団を隷下に治める。第7旅団はビジャビセンシオに駐屯、第16旅団はエル・ジョパルに駐屯、第22旅団はバウペス県およびメタ県内に駐屯、第28旅団はプエルト・カレニョに駐屯、第4機動旅団がメタに駐屯、第12機動旅団がグラナダに駐屯する。

## 部隊編成
師団直轄
- 第4爆発物処理群

### 第7旅団
- 第20歩兵大隊「ヘネラル・セルビエス」（"General Serviez"）
- 第21歩兵大隊「パンターノ・デ・バルガス」（"Pantano de Vargas"）
- 第29歩兵大隊「ヘルマン・オカンポ・エレラ」（"German Ocampo Herrera"）
- 第7工兵大隊「カルロス・アルバン・エストピニャン」（"Carlos Alban Estupiñan"）
- 第7対ゲリラ戦大隊「エロエス・デ・アラウカ」（"Héroes de Arauca"）
- 第7戦闘任務支援大隊「アントニオ・サントス」（"Antonia Santos"）

特殊部隊 
- メタ拉致対策警察隊群

### 第16旅団
- （第2作戦コマンド）
- （第8作戦コマンド）
- 第7機械化騎兵大隊「ギアス・デ・カサナレ」（"Guías de Casanare"）
- 第16機械化騎兵大隊「レベイス・ピサロ」（"Rebeiz Pizarro"）
- 第44歩兵大隊「コロネル・ラモン・ノナト・ペレス」（"Coronel Ramón Nonato Pérez"）
- 第23対ゲリラ戦大隊「ジャネロス・デ・ロンドン」（"Llaneros de Rondón"）
- 第25対ゲリラ戦大隊「エロエス・デ・パジャ」（"Héroes de paya"）
- 第29対ゲリラ戦大隊「エロエス・デル・アルト・ジャノ」（"Héroes del Alto Llano"）
- 第39対ゲリラ戦大隊「カントン・デ・ポレ」（"Cantón de Pore"）
- 第16戦闘任務支援大隊「ヘネラル・ロベルト・ドミンゴ・リコ・ディアス」（"General Roberto Domingo Rico Díaz"）
- 第16工兵大隊「ヘネラル・ラファエル・ナバス・パルド」（"General Rafael Navas Pardo"）

特殊部隊 
- カサナレ拉致対策警察隊群

### 第22ジャングル旅団
必要に応じて海兵隊を指揮下に置く。
- 第19ジャングル歩兵大隊「ヘネラル・ホセ・ホアキン・パリス・リカウルテ」（"Gr. José Joaquín Paris Ricaurte"）
- 第24ジャングル歩兵大隊「ヘネラル・ルイス・カルロス・カマチョ・レイバ」（"Gr. Luis Carlos Camacho Leyva"）
- 第30ジャングル歩兵大隊「ヘネラル・アルベルト・バスキス・カボ」（"Gr. Alberto Vásquez Cobo"）
- 第32対ゲリラ戦大隊「リベルタドーレス・デ・ラ・ウリベ」（"Libertadores de la Uribe"）
- 第86対ゲリラ戦大隊「ソルダーオ・プロフェシオナル・ウンベルト・デ・ヘスス・ロハス」（"Soldado Profesional Humberto de Jesús Rojas"）
- 第120対ゲリラ戦大隊「サルヘント・ビセプリメロ・ウベルネリ・エチャバリア」（"Sargento Viceprimero Uberney Echavarría"）
- 第22戦闘任務支援大隊

### 第28ジャングル旅団
必要に応じて海兵隊部隊を指揮下に置く。
- 第43歩兵大隊
- 第45歩兵大隊
- 第38対ゲリラ戦大隊
- 第58対ゲリラ戦大隊
- 第28戦闘任務支援大隊

### 第4機動旅団
- 第39対ゲリラ戦大隊
- 第40対ゲリラ戦大隊
- 第41対ゲリラ戦大隊
- 第42対ゲリラ戦大隊
- 第26戦闘任務支援中隊

### 第12機動旅団
- 第83対ゲリラ戦大隊
- 第84対ゲリラ戦大隊
- 第85対ゲリラ戦大隊
- 第86対ゲリラ戦大隊
- 第34戦闘任務支援中隊